# Radio Holiday
Radio Holiday ist ein deutschsprachiger Hörfunksender mit Sitz in Bruneck, Südtirol. Er wird über 13 UKW-Sender sowie DAB+ verbreitet. Radio Holiday ist ein Formatradio, das hauptsächlich Popmusik sendet. Als Nachrichtenprogramme übernimmt der Sender das Südtirol Journal. Radio Holiday ist die älteste noch aktive Radiostation Südtirols und hat als Regionalradio große Bedeutung.

## Geschichte
Die Geschichte von Radio Holiday begann im Herbst 1977, als Christian Beikircher und Oswald Rastner in einem Keller in Reischach den Sendebetrieb aufnahmen. Damals waren in Südtirol fast nur Schlager und Volksmusik bekannt. Radio Holiday brachte auch italienisch- und englischsprachige Lieder, die besonders junge Hörer ansprachen. 1985 zog der Sender nach Bruneck, da das Kellerstudio zu klein wurde. 1999 wurde Radio Holiday von der Pustertaler Medien GmbH übernommen. 2004 zog der Sender in neue Studios in der Brunecker Oberstadt. Heute beschäftigt er 11 Mitarbeiter.